# Good Morning, School Girl
Good Morning, School Girl ist ein Bluesstandard, der erstmals 1937 von John Lee „Sonny Boy“ Williamson aufgenommen wurde. Anschließend nahmen viele verschiedene Musiker und Bands Versionen des Liedes auf und nannten es meist Good Morning Little Schoolgirl, wobei mehrfach auch andere Titelvariationen benutzt wurden.
1990 wurde Sonny Boy Williamsons Good Morning, School Girl in der Kategorie „Classics of Blues Recordings“ in die Blues Hall of Fame der Blues Foundation aufgenommen.

## Originalaufnahme
Sonny Boy Williamson nahm Good Morning, School Girl am 5. Mai 1937 im Leland Hotel in Aurora (Illinois) während seiner ersten Aufnahmesession für Bluebird Records auf. Williamson sang und spielte Mundharmonika; begleitet wurde er von Big Joe Williams und Robert Lee McCoy (bekannt als Robert Nighthawk) an den Gitarren. Die Melodie des Stücks geht auf den Song Back and Side Blues von Son Bonds aus dem Jahr 1934 zurück.

## Weitere Blues-Versionen
Hier eine kleine Auswahl verschiedener Bluesaufnahmen von Good Morning, School Girl. Eine ausführlichere Liste der Coverversionen ist zum Beispiel bei Second Hand Songs zu finden.
Smokey Hogg nannte seine Version Little School Girl; sie erreichte 1950 Platz fünf der Billboard R&B-Charts.
In den späten 1950er und frühen 1960er Jahren wurden mehrere Versionen von Good Morning Little Schoolgirl als akustischer Country Blues aufgenommen, zum Beispiel von John Lee Hooker, Lightnin’ Hopkins, Mississippi Fred McDowell, Muddy Waters und Doctor Ross.

## R&B- und Rock-Versionen
Auch an dieser Stelle nur eine kleine Auswahl von Aufnahmen.
1961 nahmen Don Level und Bob Love als R&B-Duo „Don and Bob“ einen Song namens Good Morning Little Schoolgirl für Argo Records auf, eine Tochtergesellschaft von Chess. Obwohl sie den Titel Good Morning Little School Girl verwendeten, weist das Lied unterschiedliche Akkordwechsel und Texte auf. Als Autoren wurden Level und Love genannt.
Als die Yardbirds auf der Suche nach einem Lied als Nachfolger ihrer ersten Single I Wish You would waren, entschieden sie sich für die Aufnahme von Level und Love, die sie bei einem Freund gehört hatten. Die Single wurde am 20. Oktober 1964 in Großbritannien veröffentlicht und erreichte dort Platz 44 der Single-Charts. Auf der Single-Version der Yardbirds wurde „Demarais“ oder „H.G. Demarais“ (Dee Marais, ein Labelbetreiber aus Shreveport, Louisiana) als Autor genannt.
Zahlreiche Musiker und Bands haben den Originalsong im Laufe der Jahre aufgenommen oder aufgeführt, meist unter dem Titel Good Morning Little Schoolgirl. 1967 nahmen Grateful Dead eine Version für ihr selbstbetiteltes Debütalbum auf. Das Lied war ein fester Bestandteil ihrer frühen Live-Auftritte. Die britische Gruppe Ten Years After interpretierte den Song für ihr 1969er Album Ssssh in einem Bluesrock-Arrangement.